# Głagolica

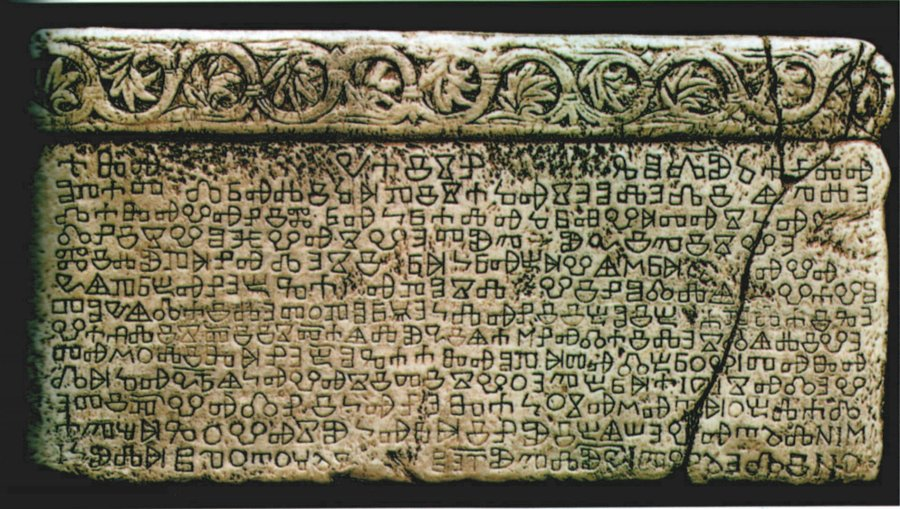
Zapisana głagolicą płyta z Baški, odnaleziona na chorwackiej wyspie Krk

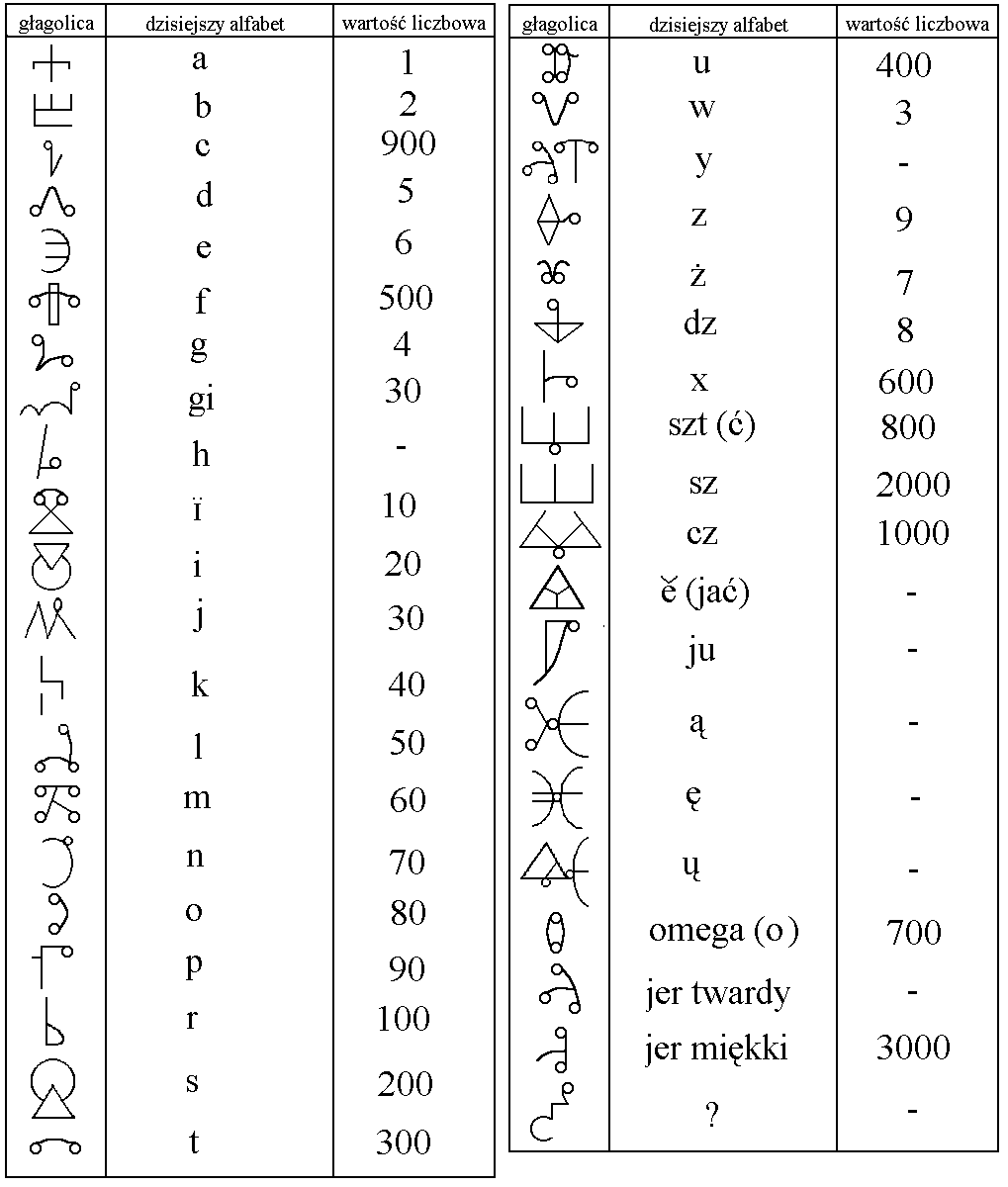
Przykład głagolicy bułgarskiej i odpowiedniki polskich głosek

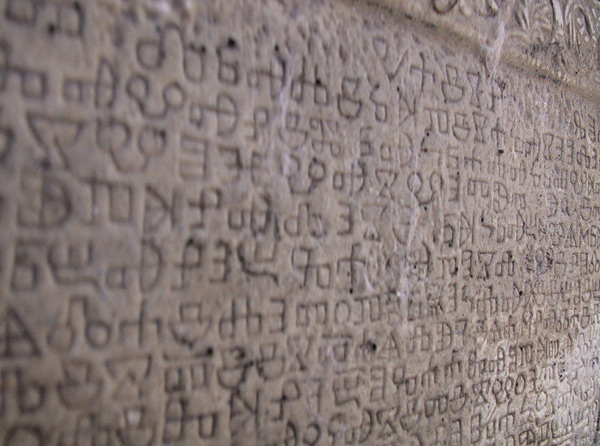
Tablica z tekstem wyrytym głagolicą

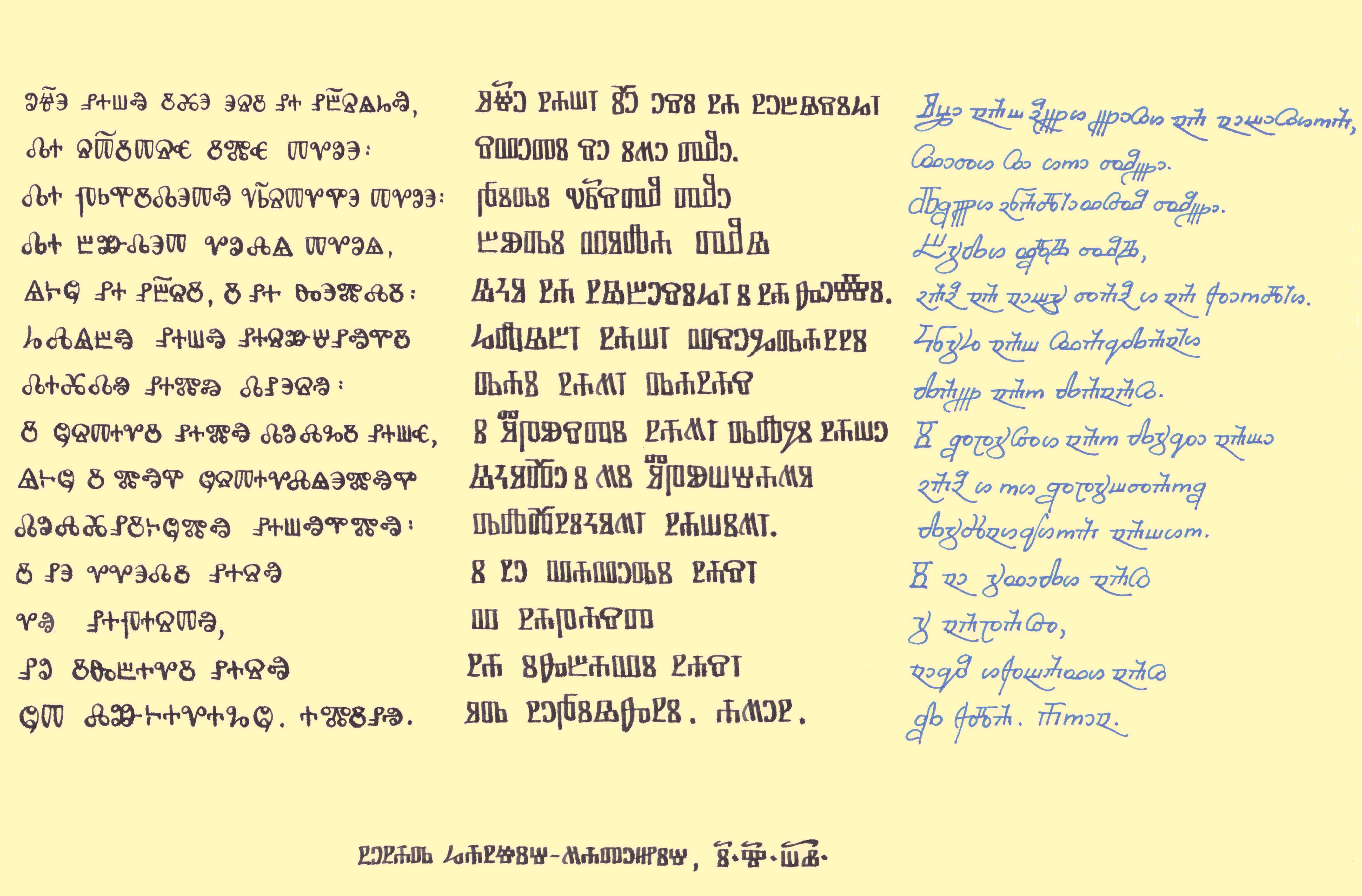
„Ojcze nasz” w trzech odmianach głagolicy.
Po lewej – pierwotna głagolica okrągła,
pośrodku – chorwacka kanciasta
i po prawej kursywna

Głagolica (scs. glagolъ ⰃⰎⰀⰃⰑⰎⰟ „słowo, litera”) – najstarsze znane pismo słowiańskie, którego stworzenie przypisuje się misjonarzowi-apostołowi Konstantemu zwanemu Cyrylem, który wraz z bratem Metodym zapisał w IX wieku za jego pomocą język słowiański używany w okolicach Salonik; głagolica była pierwotnym alfabetem języka staro-cerkiewno-słowiańskiego, który miał być językiem liturgicznym Słowian, a w swojej późniejszej fazie rozwojowej, jako język cerkiewnosłowiański, na wiele wieków pozostał językiem literackim warstw wykształconych w kręgu wyznania prawosławnego.

## Pochodzenie
Pierwotnie (do końca lat 60. XX w.) przeważał pogląd, iż głagolica powstała na bazie greckiej minuskuły z VIII–IX wieku. Obecnie – choć nie neguje się pewnego wpływu tego źródła, jak również doszukuje się proweniencji w piśmie fenickim – większość historyków skłania się ku tezie, że głagolica jest dziełem Cyryla, pismem, które zostało dostosowane do fonetyki słowiańskiego dialektu sołuńskiego (z okolic Salonik) z drugiej połowy IX wieku. Bezspornym jest, że bracia Cyryl i Metody, wykorzystując głagolicę, przełożyli z greki na język słowiański Ewangelię, czym zapoczątkowali intensywny rozwój piśmiennictwa słowiańskiego.
Istnieje również pogląd, według którego bazą do powstania głagolicy mogło być hipotetyczne pierwotne pismo słowiańskie. Podstawą do tego typu wniosków są zarówno najstarsze opisy Słowian, w tym Thietmara, który opisując w swojej kronice słowiańską świątynię w Radogoszczy napisał: „Jej ściany zewnętrzne zdobią różne wizerunki bogów i bogiń. Jak można zauważyć, patrząc z bliska, w przedziwny rzeźbione sposób, wewnątrz zaś stoją bogowie zrobieni ludzką ręką w straszliwych hełmach i pancerzach, każdy z wyrytym u spodu imieniem”. Istnieje też pośredni dowód etymologiczny związany z tym, że litery nazywano bukwami, gdyż występowały w postaci rytów na bukowych deseczkach.
W skład pierwotnej głagolicy, alfabetu, którego część znaków prawdopodobnie oparto na ówczesnych graficznych systemach bizantyjskich, wchodziło około 40 symetrycznie stylizowanych liter, w tym znaki, które w innych systemach pisma nie występowały, a które uwiarygadniają tezę o tym, że za podstawę Cyryl brał już istniejące pismo Słowian.
Głagolica była pismem fonetycznym i składała się ostatecznie z 38 liter. Najprawdopodobniej do 863 roku głagolica ostatecznie się ukształtowała i uzyskała postać, z którą najczęściej spotykają się badacze. Głagolica w okresie późniejszym stopniowo była zastępowana cyrylicą. Znane są przykłady tekstów na pergaminie pierwotnie spisanych głagolicą, później przepisanych cyrylicą.
Do XI wieku jednym z ważniejszych ośrodków piśmiennictwa głagolickiego była Sazawa. Po założeniu w 1347 roku klasztoru Emaus w Pradze, centrum piśmiennictwa słowiańskiego stała się Praga. Sprowadzeni do klasztoru chorwaccy pisarze, głagolasze, rozpowszechnili pismo i aż do roku 1419, do czasu, aż wypędzili ich husyci, klasztor był religijnym i kulturalnym centrum Słowiańszczyzny. Głagolica używana jest w Chorwacji. Jej odmiana, głagolica kanciasta, używana jest na wyspie Krk i Przymorzu Chorwackim, a powszechnie ponoć do dziś korzysta się z liturgicznych ksiąg głagolskich. Głagolicą posługują się dziś w uroczystej liturgii cerkiewnosłowiańskiej Serbowie i Chorwaci. Szacuje się, że istnieje ponad 25 tysięcy zachowanych dokumentów i ksiąg w głagolicy. Taka ilość zaświadcza o ogromnym rozwoju ówczesnej Słowiańszczyzny. W latach 868–869 Cyryl i Metody spotkali się w Rzymie z papieżem Hadrianem II. Nakłonili oni papieża, aby ten uznał język słowiański – obok łaciny, greki i hebrajskiego – za język liturgiczny. Sytuacja taka trwała do czasu, kiedy to papież Stefan V (VI) zakazał używania języka słowiańskiego w liturgii i nakazał przywrócić obrządek łaciński. Przywracanie łaciny w kościele zakończyło się ostatecznie na przełomie XII i XIII wieku.
Klasztory chorwacko-głagolskie istniały również w Polsce. W 1380 książę śląski ufundował taki w Oleśnicy, a 10 lat później kolejny w Krakowie na Kleparzu ufundowała królowa Jadwiga. Liturgia z użyciem głagolicy była w nim odprawiana przez prawie 100 lat. Ostatecznie nieużywane już rękopisy w 1584 strawił pożar.
Kościoły prawosławne używają cyrylicy, która stopniowo wypierała z szerszego użycia głagolicę począwszy od końca X wieku.
Głagolica prawdopodobnie posłużyła za wzór Maciejowi Drzewickiemu przy tworzeniu pierwszego polskiego szyfru używanego do kodowania korespondencji na dworze Zygmunta Starego.

## Rodzaje głagolicy
Wyróżnia się następujące rodzaje głagolicy:
- głagolica bułgarska (okrągła; zob. rycinę z prawej) o owalnych obrysach liter (stosowaną do ok. XII w.);
- głagolica chorwacka (kanciasta) z literami kanciastymi, która rozwinęła się szczególnie w XIV w i do tej pory jest wykorzystywana m.in. w liturgii katolickiej w Dalmacji;
- głagolica kursywna, używana do szybkiego pisania; zapisano nią dziesiątki tysięcy rękopisów, aktów, ksiąg; największe dzieło ma 22 tomy; w porównaniu do innych pism Słowian południowych, czyli cyrylicy zachodniej, łacinki, pisma arabskiego i greckiego, głagolica kursywna była używana do sporządzania najważniejszych dokumentów i umów handlowych;
- głagolica drukowana od 1483 (Misal po zakonu rimskoga dvora)
- głagolica komputerowa, ustalona w normie ISO 6861, od 1996.

### Nazwy liter alfabetu
Nazwy liter alfabetu, czyli azbuki, ewoluują nieznacznie w czasie.
- około 1400: Azbuka ze strony Juraj iz Slavonije.
- 1591: zapisane w łacińsko-włoskiej fonetyce.
- 1966: Paul Cubberly zaproponował w 1996 roku w The Slavic alphabets następujące nazwy liter: azъ, buky, vědi/vědě, glagoli/glagolь, dobro, jestь/estъ, živěte, dzělo, zemlja, i/ižei, iže, g’ervь/dervь, kako, ljudьje/ljudije, myslite/myslěte, našь, onъ, pokoj, rьci, slovo, tvrdo/tverdo, ukъ/ikъ, frtъ, chěrъ/cherъ, otъ, ci, črvь, ša, štja, jerъ, jery, jerь, ětь/jatь, jusъ malyi, jusъ malyi jotirovannyj, jusъ bolъšij, jusъ bolъšij jotirovannyj, fita, ižica.
- 1986: Układ ten jest praktycznie tożsamy z zaproponowanym w 1986 roku przez Gieorgija Chaburgajeva w książce Starosławianskij jazyk: azŭ, buky, vědi, glagoli, dobro, jestŭ, živěte, dzělo, zemlja, ižen, iže, g’ervĭ, kako, ljudije, myslite, našĭ, onŭ, pokoi, rĭci, slovo, tvrĭdo, oukŭ, frĭtĭ, xěrŭ, otŭ, ci, črĭvĭ, ša, šta, jerŭ, jery, jerĭ, jatĭ, jusŭ malyi, jusŭ bolĭšii, fita, ižica.
- 1996: Obaj językoznawcy pominęli jo (następujące po jatь), Cubberly nie dał nazwy dla ju (po jo), a Haburgaev dla ju, ję (po  jusъ malyi ) i ją (po  jusъ bolъšij). Wszystkie litery uwzględnia nazewnictwo ustalone w normie ISO 6861 azu, buki, vedi, glagol’, dobro, est’, živěte, zělo, zemlja, iže, i, g’erv’, kako, ljudi, myslite, naš, on, pokoj, r’ci, slovo, tverdo, uk, fert, xěr, omega, cy, červ’, ša, šta, er, ery, er’, jat’, jo, ju, as, es, jes, jas, fita, ižica.

## Zabytki głagolicy
- Najstarsze zabytki zachowały się jedynie w odpisach z X oraz z XI wieku:
  - Kodeks mariański,
  - Kodeks zografski,
  - Mszał kijowski,
  - Fragmenty Cloza,
  - Kodeks Assemaniego,
  - Modlitewnik synajski,
  - Psałterz synajski.
- Zachowane oryginalne zabytki to:
  - Inskrypcja presławska, 893,
  - Fragmenty kijowskie, X wiek,
  - Płyta z Baški, płyta z Senja, obie około 1100,
  - Fragmenty wiedeńskie, XI wiek,
  - Istarski Razvod, 1275-1395,
  - Vinodolski Zakon[3], 1288 (unikatowy akt prawny),
  - Mszał Hrvoja, 1404,
  - Glagoljski zapis Jurja iz Slavonije, około 1400,
  - Konavoski fragment[4], 1060,
  - Inskrypcja z Krk[5], XI wiek,
  - Inskrypcja z Valun[6].
- Starodruki
  - Pierwszą księgę wydrukowano głagolicą w 1483 roku, 28 lat po Biblii Gutenberga, wcześniej niż drukowano w Berlinie czy Moskwie. W sumie głagolicą wydrukowano tysiące książek, np. w przeciągu 5 lat po 1560 roku wydano ponad 30 tytułów w 25 tysiącach kopii. Zachowało się 6 inkunabułów, czyli starodruków z XV wieku. Drukowano w głagolicy także w XX w. Zabytkowe książki pisane i drukowane głagolicą można znaleźć w 26 krajach świata.

## Paleografia
Głagolica jest prawdopodobnie pismem najbogatszym w ligatury. W tysiącach dokumentów można znaleźć ponad 800 rodzajów ligatur, czyli połączonych liter. Złączenia przedstawiają dobitnie, obrazowo znaczenie napisanego słowa. Czasami złożonych w graficzną kompozycję jest 4, 5 i więcej liter. Uważa się, że ligatury w innych systemach pisma były stosowane dla szybszego pisania, natomiast w kaligraficznej i czasochłonnej głagolicy pełnej pętelek i oczek trudno się dopatrywać optymalizacji pod tym kątem.
Ligatury występują nawet w druku, gdyż mają znaczenie symboliczne. Wydany drukiem 1561 Brewiarz z Brozič posiada co najmniej 250 ligatur. Unikatowym zjawiskiem w druku są ligatury częściowe (połowa litery dołączona jest do innej litery) – ukazują one elastyczność zapisu w tworzeniu i rozumieniu pisma. Występują w obu inkunabułach: Mszał Baromicia drukowanym w Senju w 1494 oraz Brewiarz Baromicia z Wenecji 1493.

## Historia
Potwierdzone źródłami niektóre historie dotyczące głagolicy.
- Papież Innocenty IV w 1248 roku nadał Chorwatom unikatowy przywilej używania swojego ojczystego języka i głagolickiego pisma w katolickiej liturgii. Przywilej ten, jako unikatowy, trwał 7 stuleci, aż dopiero Sobór watykański II w latach 1962–1965 wprowadził oficjalnie inne narodowe języki do katolickiej liturgii.
- W 1347 roku cesarz i król czeski Karol IV zakłada w Pradze za zgodą papieża Klemensa VI Emaus, do którego sprowadza benedyktynów słowiańskich z Chorwacji, którzy kultywują tradycje głagolickie[7].
- W 1380 roku książę Konrad II ufundował głagolicki klasztor w śląskiej Oleśnicy sprowadzając benedyktynów z Emaus[8].
- W 1390 roku królowa Jadwiga ufundowała w Krakowie na Kleparzu benedyktyński kościół Świętego Krzyża, gdzie przez 80 lat używano głagolickiego pisma[7].
- W Bibliotece Jagiellońskiej jako nr 5567 są skatalogowane 3 strony głagolickiej mszy. Inne głagolickie pisma w Polsce zginęły w pożogach.
- Angelo Rocca w książce wydanej w 1591 nazywa głagolicę Alphabetum Illyricum i przypisuje ją Hieronimowi ze Strydonu słowami Sanctum Hieronymum Illyricarū litterarum. Tenże nie wspomina o Cyrylu i Metodym, opisując metodę, wymowę i 33 litery pisma.
- Guillaume Postel w 1538 nazywa Alphabetum Hieronymianum seu Dalmaticum, aut Illiricum.

## Transkrypcja do współczesnych języków słowiańskich
Poniższa tabela przedstawia system przystosowany do zapisu dzisiejszych języków słowiańskich za pomocą głagolicy i na komputerze (pierwotna głagolica była dostosowana jedynie do fonetyki SCS-u). Zapis jest skrótowy, nie zostały uwzględnione bukwy wykorzystane do zapisu języka międzysłowiańskiego (oprócz jaci, której można używać również w zapisie jęz. łużyckich), znaki interpunkcyjne i akcenty.
| Litera                    | Transkrypcja głagolicą | IPA       |
| ------------------------- | ---------------------- | --------- |
| a                         | Ⰰ ⰰ                    |           |
| ā                         | Ⰰ։ ⰰ։                  | /a:       |
| ą                         | Ⱘ ⱘ                    | /ɔ̃/       |
| b                         | Ⰱ ⰱ                    |           |
| c                         | Ⱌ ⱌ                    |           |
| c' (ć wschodnie)          | ⰜⰠ ⱌⱐ                  | /t͡sʲ/     |
| ć                         | ⰝⰠ ⱍⱐ                  | /t͡ɕ/      |
| cz                        | Ⱍ ⱍ                    |           |
| d                         | Ⰴ ⰴ                    | /d/       |
| ď                         | ⰄⰠ ⰴⱐ                  | /ɟ/       |
| dz                        | Ⰷ ⰷ                    | /d͡z/      |
| dz' (dź białoruskie)      | ⰇⰠ ⰷⱐ                  | /d͡zʲ/     |
| dź                        | Ⰼ ⰼ                    | /d͡ʑ/      |
| dż                        | ⰄⰆ ⰴⰶ                  | /d͡ʐ/      |
| e                         | Ⰵ ⰵ                    |           |
| ę                         | Ⱔ ⱔ                    | /ɛ̃/       |
| ě                         | Ⱑ ⱑ                    |           |
| ē                         | Ⰵ։ ⰵ։                  | /ɛː/ /eː/ |
| szwa/er goljam            | Ⱏ ⱏ                    |           |
| f                         | Ⱇ ⱇ                    |           |
| g                         | Ⰳ ⰳ                    |           |
| h (h epentyczne)          | Ⱒ ⱒ                    |           |
| ch                        | Ⱈ ⱈ                    |           |
| i                         | Ⰻ ⰻ                    |           |
| ī                         | Ⰻ։ ⰻ։                  | /iː/      |
| j                         | Ⰹ ⰹ                    |           |
| ja (opcjonalne)           | Ⱝ ⱝ                    |           |
| ją, ią                    | Ⱙ ⱙ                    | /jɔ̃/      |
| ję, ię                    | Ⱗ ⱗ                    | /jɛ̃/      |
| jo, io                    | Ⱖ ⱖ                    |           |
| ju, iu                    | Ⱓ ⱓ                    |           |
| k                         | Ⰽ ⰽ                    |           |
| l                         | Ⰾ ⰾ                    | /l~ɫ/     |
| lj                        | ⰎⰠ ⰾⱐ                  | /lj~ʎ/    |
| ł, ŭ                      | Ⱛ, ⰖⰟ ⱛⰺ, ⱆⱏ           | /w/       |
| m                         | Ⰿ, Ⱞ ⰿ, ⱞ              |           |
| n                         | Ⱀ ⱀ                    |           |
| ń                         | ⱀⱐ                     | /nʲ~ɲ/    |
| o                         | ⱁ                      |           |
| ó (polskie)               | Ⱆ ⱆ                    |           |
| ō                         | Ⱁ։ ⱁ։                  | /oː/      |
| p                         | Ⱂ ⱂ                    |           |
| r                         | Ⱃ ⱃ                    | /r/       |
| ř (czeskie)               | ⰓⰆⰠ ⱃⰶⱐ                | /r̝, r̝̊/    |
| rz                        | Ⰶ/Ⱎ ⰶ/ⱎ                |           |
| s                         | Ⱄ ⱄ                    |           |
| s' (ś wschodnie)          | Ⱄ ⱄ                    | /sʲ/      |
| ś                         | ⰔⰠ ⱄⱐ                  | /ɕ/       |
| sz                        | Ⱎ ⱎ                    |           |
| szcz/szć/szt (opcjonalne) | Ⱋ ⱋ                    |           |
| t                         | Ⱅ ⱅ                    |           |
| ť                         | ⰕⰠ ⱅⱐ                  | /c/       |
| u                         | Ⱆ ⱆ                    |           |
| ū                         | Ⱆ։ ⱆ։                  | /uː/      |
| w                         | Ⰲ ⰲ                    |           |
| y                         | ⰟⰉ ⱏⰹ                  | /ɨ/       |
| y (czeskie)               | ⰠⰉ ⱐⰹ                  | /ɪ/       |
| z                         | Ⰸ ⰸ                    |           |
| z'(ź wschodnie)           | ⰈⰠ ⰸⱐ                  | /zʲ/      |
| ź                         | ⰆⰠ ⰶⱐ                  | /ʑ/       |
| miękki znak               | Ⱐ, Ⰹ ⱐ, ⰹ              | /ʐ/       |
| twardy znak               | Ⱏ, Ⰺ ⱏ, ⰺ              | …         |
| ż                         | Ⰶ ⰶ                    | /ʐ/       |
| znak nosowości            | Ⱕ ⱕ                    | /˜/       |
| znak długości (iloczas)   | ։                      | /ː/       |